# باتپرا
باتپرا
شهر باتپرا (به انگلیسی: Bhatpara) با جمعیت ۵۲۶٫۹۶۱ نفر در ایالت بنگال غربی در کشور هند واقع شده‌است.